# Clara Rilke-Westhoffová
Clara Rilke-Westhoffová (21. listopadu 1878 Brémy – 9. března 1954 Fischerhude) byla německá sochařka a malířka.

## Život

### Počátek tvorby
Pocházela z rodiny brémského obchodníka. V roce 1895 začala v Mnichově navštěvovat soukromou uměleckou školu Fehr/Schmid-Reutte, kam ovšem většinou docházely mladé dámy bez uměleckých ambicí. Clara se naopak už od počátku chtěla umění věnovat naplno a profesionálně. Během dvouletého studia se věnovala především portrétní kresbě, současně docházela i na hodiny anatomie. V roce 1898 přešla do umělecké kolonie Worpswede, kde se dále rozvíjela pod uměleckým vedením malíře Fritze Mackensena (1866–1953). Zde se také seznámila se svou budoucí přítelkyní malířkou Paulou Beckerovou. Na Mackensonovu radu se zaměřila na studium sochařství. To bylo pro ženy v té době velmi neobvyklé, zpravidla se uplatňovaly jen v drobné plastice. Clara byla ale plná odhodlání a pustila se sebevědomě do tvorby plastik v životní velikosti. Velmi jí to uspokojovalo a hodlala vše obětovat tomu, aby se stala sochařkou. V kroužku umělců ve Worpswede získala brzy uznání a Fritz Mackensen na Claru upozornil Maxe Klingera. Ten ji během roku 1899 umožnil práci ve svém ateliéru v Lipsku. To posílilo její ctižádost vyrovnat se umělecky v obtížné sochařině mužům a stát se profesionální sochařkou.

### Stáž v Paříži
Na Klingera udělala její vůle a pracovitost velký dojem. Proto ji doporučil pokračovat ve studiu v Paříži, kam Clara v prosinci 1899 přešla na půlroční stáž na Julianovu akademii. Pobyt na pařížské akademii ji nicméně příliš neprospěl, zato jí velmi obohatilo setkání s Auguste Rodinem, které inicioval Klinger. Clara mohla nějakou dobu od dubna roku 1900 studovat na Rodinově institutu, kde vyučovali jeho žáci, a s Rodinem být nadále v přátelském kontaktu.

### Manželství s R. M. Rilkem

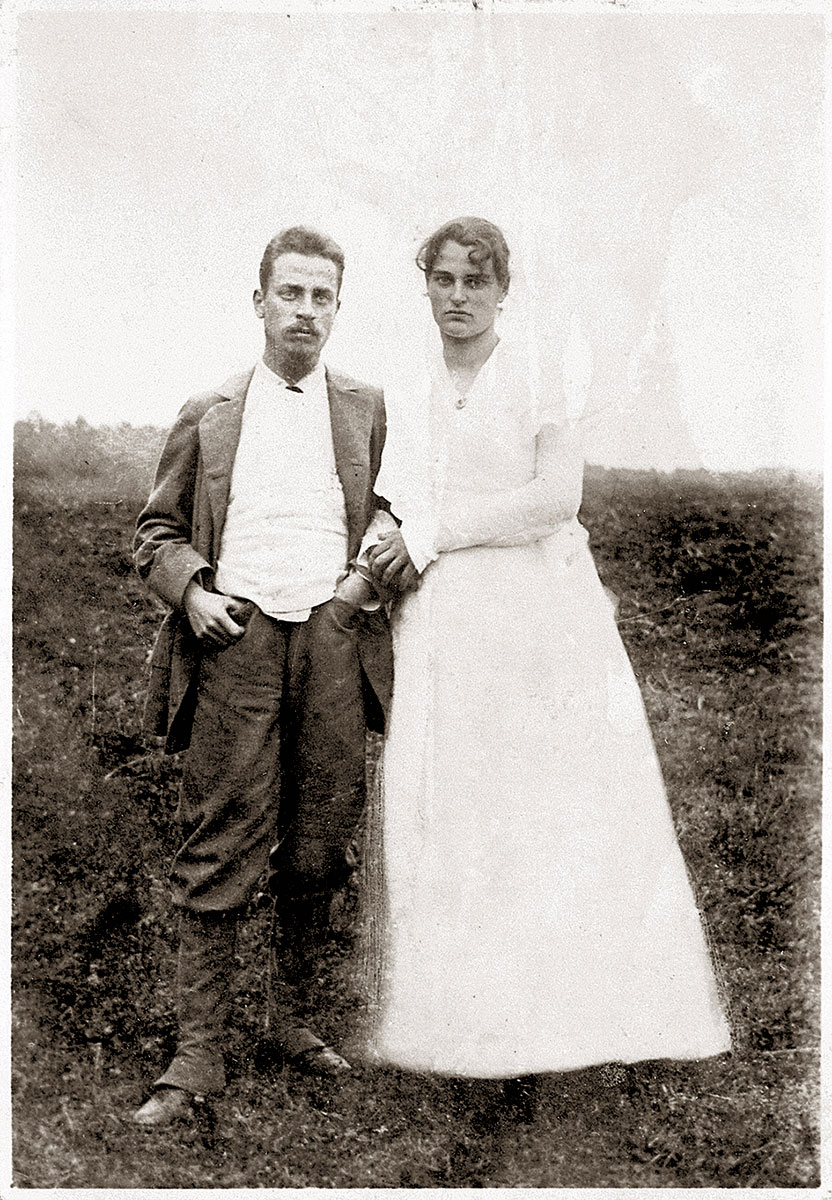
Manželé Rilkeovi po svatbě, 1901

V létě roku 1900 se vrátila zpět do Worpswede. S Paulou Beckerovou a s jejími známými (Marthou Schröderovoum, Heinrichem Vogelerem a Otto Modersohnem) zde vytvořili téměř rodinný kroužek, k němuž se později přidružil i básník Rainer Maria Rilke. Podnikali výlety, sdíleli své umělecké plány, slavili společně svátky. V dubnu roku 1901 se Clara s Rilkem oženila. V prosinci 1901 se jim narodila dcera Ruth (1901–1972). Rilke, který si velmi zakládal na tom, aby měl čas a klid ke své práci, si manželství představoval jinak než Clara. Viděl v ní sice nadanou umělkyni a hodlal jí dopřát i uměleckou volnost, nedokázal však vzít na vědomí, že na Claře zůstává také starost o výchovu dítěte a o domácnost. Cesty manželů se proto brzy rozešly, a i když se občas vídali, pracovali a žili každý zvlášť. Clara žila v nouzi a v neklidu, neustále musela měnit bydliště, kromě toho se snažila hodně cestovat, aby čerpala inspiraci. Finančně ji musela vydržovat rodina, občas vypomohl i Rilke. Dceru Ruth svěřila prakticky na celé dětství do péče prarodičů.

### Sochařská tvorba
Ve své sochařské práci se soustředila na portréty v domnění, že si jimi zajistí odbyt svých prací a pozornost veřejnosti. Postupně vytvořila mimo jiné podobizny Pauly Modersohn-Beckerové, básníka Richarda Dehmela, spisovatele Gerharta Hauptmanna nebo baronky Sidonie Nádherné. Jeden čas se naskytla možnost, portrétovat i Auguste Rodina, on sám ale tento záměr zavrhl s tím, že dokud nemá portrét od domácího, francouzského sochaře, nehodí se, aby byl portrétován německou umělkyní. Clařiny sochařské výtvory i přes svou nespornou kvalitu širší zájem nevzbudily a Clara postupně ztrácela víru ve své vlastní schopnosti.

### Závěr života
Po letech neklidného hledání si v roce 1912 vzala k sobě natrvalo dceru zpět a od roku 1919 až do své smrti bydlela ve vlastním domě ve Fischerhude. Přechodně se začala znovu věnovat malbě, až ve třicátých letech se vrátila k portrétnímu sochařství (portrétovala některé své známé, po smrti manžela vytvořila v roce 1936 i jeho bustu). Teprve v roce 1939 se dočkala v Brémách první samostatné výstavy. Zemřela v roce 1954. I přesto, že se její ambice nenaplnily, je uznávána jako průkopnice ženského sochařství v Německu.